# Jaime Nunes
Jaime Domingues Nunes (Macapá, 29 de julho de 1959) é um empresário e político brasileiro filiado ao PSD. Foi vice-governador do estado do Amapá.

## Biografia
Formou-se no Centro de Ensino Superior do Amapá como Bacharel em Direito e Pós-Graduação em Administração. Como empreendedor, Jaime foi presidente em várias instituições no estado, dentre elas SEBRAE, onde hoje é conselheiro titular do Conselho Deliberativo Estadual, foi presidente da Associação Junior Achievement Amapá, Câmara de Dirigentes Legistas de Macapá e Santana-CDL, Conselho dos Consumidores da Companhia de Eletricidade do Amapá-CONCEA, Sindicato de Móveis e Eletrodomésticos do Estado do Amapá-SINDMÓVEIS, Associação Comercial e Industrial do Amapá-ACIA, onde hoje exerce a função de presidente e Federação de Bens, Serviços e Turismo do Estado do Amapá-FECOMERCIO, exercendo a função de vice-presidente.
Na atividade empresarial, desempenha as atividades de Diretor do Grupo Domestilar, Nutriama, Nortelog, TV Equinócio, filiada a RecordTV e Grupo Ápice.
Nas eleições de 2018 foi eleito com mais de 191.741 votos como Vice-Governador do Amapá, na chapa com Waldez Góes.